# Élections législatives japonaises de 1953
Les élections législatives japonaises à la Chambre des représentants se déroulent au Japon le 19 avril 1953.

## Résultats
|                      |                                            |            |        |        |               |
| Partis               | Partis                                     | Voix       | %      | Sièges | +/-           |
|                      | Parti libéral                              | 13 476 428 | 38,95  | 199    | 41            |
|                      | Kaishintō                                  | 6 186 232  | 17,88  | 76     | 9             |
|                      | Parti socialiste de droite                 | 4 677 833  | 13,52  | 66     | 9             |
|                      | Parti socialiste de gauche                 | 4 516 715  | 13,05  | 72     | 18            |
|                      | Parti libéral (Hatoyama)                   | 3 054 688  | 8,83   | 35     | Nouveau       |
|                      | Parti communiste japonais                  | 655 990    | 1,90   | 1      | 1             |
|                      | Parti des travailleurs et des agriculteurs | 358 773    | 1,04   | 5      | 1             |
|                      | Autres                                     | 152 050    | 0,44   | 1      | 6             |
|                      | Indépendants                               | 1 523 736  | 4,40   | 11     | 8             |
|                      |                                            |            |        |        |               |
| Inscrits             | Inscrits                                   | 47 090 167 | 100,00 | 466    | en stagnation |
| Votants              | Votants                                    | 34 945 120 | 74,21  |        |               |
| Abstention           | Abstention                                 | 12 145 047 | 25,79  |        |               |
| Votes blancs et nuls | Votes blancs et nuls                       | 342 675    | 0,73   |        |               |
| Votes exprimés       | Votes exprimés                             | 34 602 445 | 73,48  |        |               |